# Ruhuhucerberus haughtoni

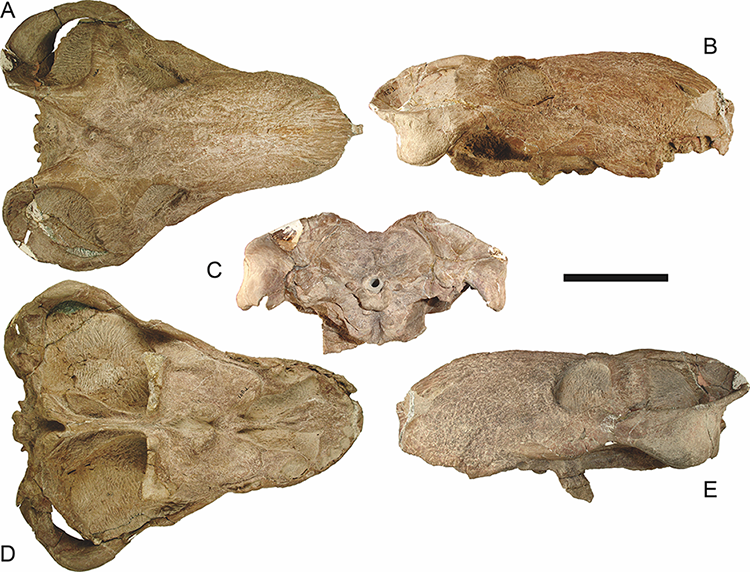
Cráneo holotipo de R. terror, ahora considerado como un sinónimo más moderno de R. haughtoni.

Ruhuhucerberus es un género extinto de terápsido gorgonópsido que existió en África durante el Pérmico Superior. La única especie descrita del género es Ruhuhucerberus haughtoni. Sus fósiles se encontraron en la Formación Kawinga de la Cuenca Ruhuhu en Tanzania, en donde vivió en simpatría con su mucho mayor pariente Rubidgea